# Pedobear

Representação de Pedobear usada no 4chan.

Pedobear é um personagem fictício que se tornou um meme da Internet popular através do imageboard 4chan. Como o próprio nome sugere (sendo "pedo" uma palavra encurtada para pedofilia), é retratado como um urso pedófilo. Foi criado para zombar pedófilos e a sua atração sexual por crianças, sendo usado também para sinalizar conteúdo ilícito a moderadores do fórum, evoluindo para uma representação geral de qualquer pessoa atraída por menores e sendo colocado em situações que poderiam ser vistas como sendo sugestivas por pedófilos.

## Kuma
As primeiras versões do que veio a ser Pedobear apareceram pela primeira vez no 2channel (um fórum japonês popular da Internet) na forma de Shift JIS art, e era então conhecido como Kuma (クマー), que é simplesmente uma exclamação composto pela palavra urso (クマ), seguida por um chōon (ー).
O segmento onde apareceu começou retratando o personagem como
くまくま━━━━━━ヽ（ ・(ｪ)・ ）ノ━━━━━━ !!!
Depois evoluiu através de várias iterações até atingir a forma reconhecível como a versão atual, no post #590:
Diferente de Pedobear, Kumā não tem conotações sexuais, pedófilas ou outras.

## Na mídia
Pedobear eventualmente tornou-se conhecido fora do 4chan, assim que foi referenciado por jornais e sites de destaque.
Pedobear foi usado em um vídeo do CollegeHumor parodiando o filme Dúvida.
Em 3 de julho de 2009, o blogueiro canadense Michael Barrick criou duas imagens compostas retratando Pedobear junto com os mascotes dos Jogos Olímpicos de Inverno de Vancouver. Um deles é baseado na arte oficial, e o outro é baseado no fanart criado por Angela Melick. Esta imagem foi, então, equivocadamente utilizada em outras mídias, se destacando o jornal polonês Gazeta Olsztyńska para a primeira página de 4 de fevereiro de 2010 sobre os Jogos Olímpicos de 2010 em Vancouver.
Em 24 de julho de 2009, uma coluna do conservador Pat Buchanan sobre os primeiros meses da presidência de Barack Obama incluiu uma imagem do Pedobear, o que gerou uma reação considerável de comentaristas não-políticos.
Em junho de 2010, colagens representando ícones das culturas de videogames e Internet, que incluiu o Pedobear, foram apresentadas no Brooklyn's Renegade Craft Fair.
Outros usos do Pedobear incluem um wallpaper do iStockphoto, um aparecimento na capa da revista sobre automóveis Import Tuner, e num folheto de propaganda de uma loja de roupas em Portland que acidentalmente mostrou uma figura parecida com o Pedobear, e posteriormente uma estação de notícias local cobriu a história, que proporcionou uma história detalhada de Pedobear, e até mesmo entrevistaram o diretor executive do "I Can Has Cheezburger?" Ben Huh sobre o significado cultural do Pedobear.
Em setembro de 2010, participantes de cosplay vestidos como o personagem foram acusados de serem pedófilos, depois que o xerife do Condado de San Luis Obispo emitiu um aviso de que Pedobear foi um sinal da presença de pedófilos e outras pessoas com comportamento sexual inadequado, e sugeriu que o Pedobear foi uma espécie de mascote entre os pedófilos.
Em dezembro de 2010, o Big Fish Games publicou um jogo em flash chamado "Teddy Bear's Christmas" com o Pedobear como personagem principal. O jogo foi removido mais tarde.
Em 21 de março de 2011, o blog Urlesque postou uma fotografia de um anúncio de um cupom para um serviço da Flórida de distribuição de peças de computador chamado "CP Distributor" ("CP" em um contexto do Pedobear normalmente significa "child porn").
Em julho de 2011, uma aplicação para iPhones do Pedobear foi removida da App Store da Apple Inc.. O aplicativo continha uma série de danças e músicas de fundo, com o mascote chamado de "Cuddle Bear". Durou algumas semanas antes dos usuários notarem a presença, sendo lançado originalmente em 25 de junho.